# Helle Hirsch
Helmut „Helle“ Hirsch (* 27. Januar 1916 in Stuttgart; † 4. Juni 1937 in Strafanstalt Plötzensee) war ein deutsch-jüdischer Student und Widerstandskämpfer gegen den Nationalsozialismus, der im Zusammenhang mit einem geplanten Anschlag zum Tode verurteilt und hingerichtet wurde.

## Leben

### Jugend
Helmut Hirsch wurde als amerikanischer Staatsbürger geboren. Seine Eltern hatten die amerikanische Staatsbürgerschaft durch einen mehrjährigen Aufenthalt in den Vereinigten Staaten erhalten, sie nach dem Ersten Weltkrieg jedoch wieder verloren. Sie waren 1910 nach Stuttgart zurückgekehrt. Hirsch wuchs in Stuttgart auf und legte dort am Dillmann-Gymnasium sein Abitur ab. Im Alter von 15 Jahren trat er in Stuttgart der bündischen Horte (Gruppe) von Helmut Haug, genannt schnipp, in der dj.1.11 bei, in der er wesentliche Prägungen erfuhr. Diese Organisation wurde 1933 nach der Machtübernahme der Nationalsozialisten verboten. Nachdem Juden im Sommer 1935 ein Studium an einer deutschen Hochschule infolge der Nürnberger Gesetze untersagt worden war, emigrierte Hirsch im Herbst desselben Jahres nach Prag, wo er ein Architekturstudium aufnahm. Den Kontakt zu den Stuttgarter Freunden der inzwischen verbotenen dj.1.11 hielt er weiterhin aufrecht.

### Geplanter Anschlag
In Prag kam Hirsch auf Anregung von Eberhard Koebel in Verbindung zu der von dem nationalsozialistischen Dissidenten Otto Strasser gegründeten, hitlerfeindlichen Schwarzen Front. Strasser und Friedrich Beer-Grunow, der Organisationsleiter der Schwarzen Front, versuchten Hirsch davon zu überzeugen, sich aktiv am Widerstand gegen den NS-Staat zu beteiligen. Hirsch sollte einen Anschlag in Deutschland verüben, um die Deutschen und auch das Ausland aufzurütteln. Sie erklärten ihm außerdem, dass von seinem Verhalten die zukünftige Behandlung der Juden in einem von der Schwarzen Front revolutionierten Deutschland abhänge. Nach anfänglichem Zögern willigte Hirsch ein, am 24. Dezember 1936 einen Sprengstoffanschlag auf eine Säule des Reichsparteitagsgeländes in Nürnberg zu verüben. Hirsch bestand darauf, mit der Sprengung kein Menschenleben in Gefahr zu bringen – es sollte ein Symbol des NS-Regimes getroffen werden. Hirsch trat seine Reise nach Nürnberg am 20. Dezember mit dem Zug an. In Stuttgart legte er einen Zwischenaufenthalt ein: Unter Angabe einer falschen Adresse nahm er sich in Bahnhofsnähe im Hotel „Pelikan“ ein Zimmer. Doch bereits am nächsten Tag, dem 21. Dezember 1936, wurde er dort von der Stuttgarter Gestapo verhaftet. Spitzel bei der „Schwarzen Front“ hatten praktisch jeden der Schritte Hirschs verfolgt. Der geplante Sprengstoffanschlag in Nürnberg kam somit nicht zustande, hätte auch nicht ausgeführt werden können, da sich der Überbringer der „Höllenmaschine“ nach dem Grenzübertritt aus der Tschechoslowakei der Polizei stellte. Wer Hirsch bei der Gestapo verraten hat, ist ungeklärt.

### Verurteilung und Hinrichtung
Am 8. März 1937 wurde Hirsch vom Volksgerichtshof in Berlin wegen der „Vorbereitung eines hochverräterischen Unternehmens unter erschwerenden Umständen“ zum Tode verurteilt. Er habe nicht nur die NSDAP, sondern auch das deutsche Volk und den Staat auf das Schwerste geschädigt, insbesondere in einer Zeit des verstärkten „Weltkampfs internationaler Machtgruppen gegen Deutschland“. Hirschs Familie ging an die Öffentlichkeit, um sein Leben zu retten. Tschechoslowakische und amerikanische Zeitungen sowie die deutsche Exilpresse berichteten von dem Fall. Auf Drängen der Familie gaben die Vereinigten Staaten Hirsch die Staatsbürgerschaft nun zurück. William Dodd, der amerikanische Botschafter, intervenierte zugunsten Hirschs persönlich bei Adolf Hitler, der das Gnadengesuch aber ablehnte. Hirsch wurde am 4. Juni 1937 in der Strafanstalt Plötzensee durch das Fallbeil hingerichtet. Er war damit der erste von den Nationalsozialisten hingerichtete US-Bürger.

### Nach dem Tod

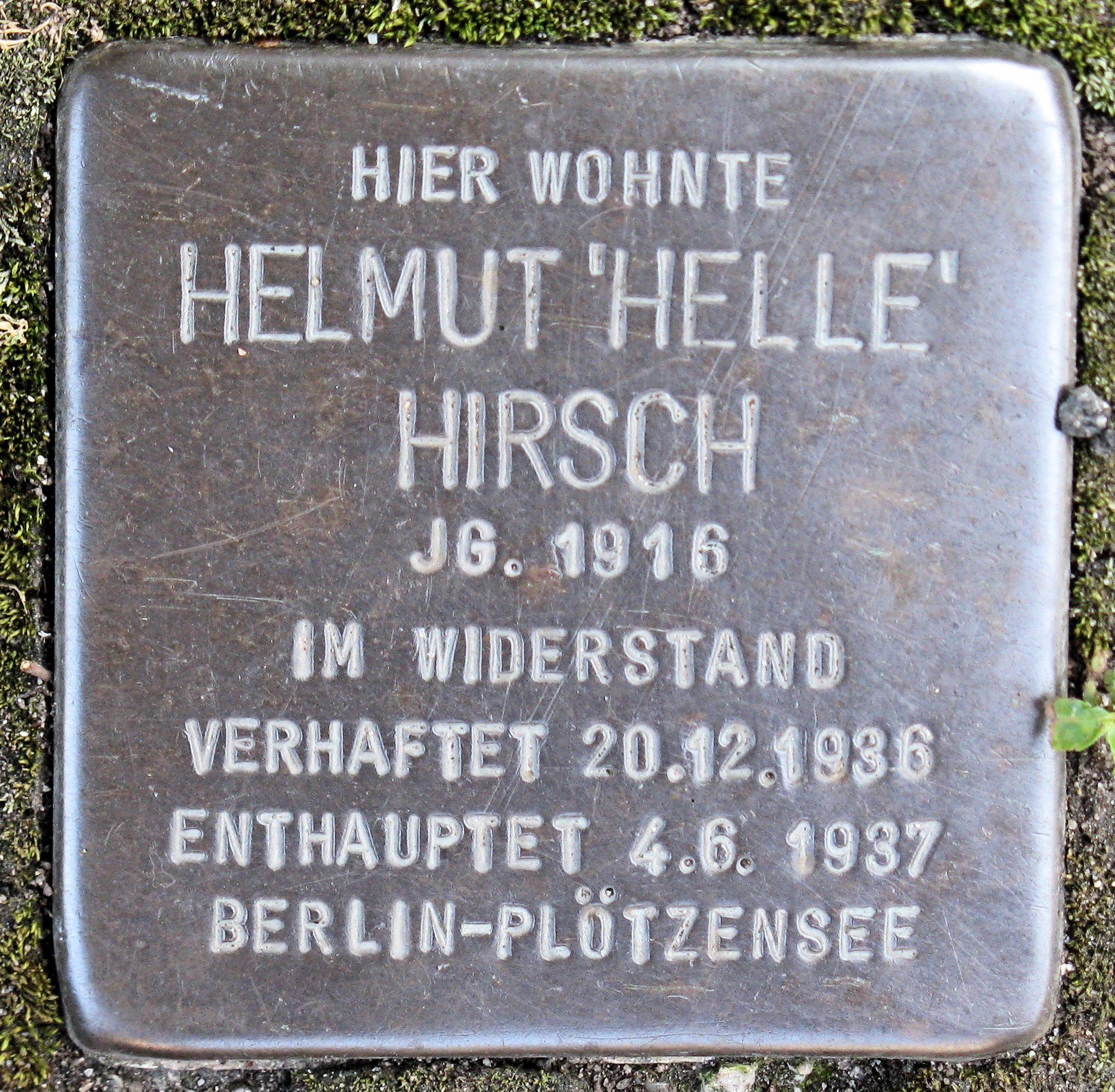
Zur Erinnerung an Helmut „Helle“ Hirsch verlegter Stolperstein

Von der Gestapo und dem Volksgerichtshof wurde Hirsch auch nach seiner Hinrichtung als „Zeuge“ für die staatsgefährdende Gesinnung der Bündischen Jugend und insbesondere von dj.1.11 genutzt. So wird 1938 in der Anklageschrift gegen einen anderen Angehörigen einer illegalen Jungenschaftsgruppe das Reichslager der dj.1.11 auf Langeoog als Ort der „Zersetzung“ genannt, an dem „etwa 150 Jungen, darunter der 1937 wegen Vorbereitung zum Hochverrat in Tateinheit mit einem Verstoß gegen das Sprengstoffgesetz zum Tode verurteilte Helmut Hirsch“ teilgenommen hatten.

### Gedenken
Am 8. Mai 2007 wurde vor dem Elternhaus von Hirsch in der Seestraße 89 im Stuttgarter Norden ein Stolperstein verlegt.
Der Nachlass von Helmut Hirsch befindet sich in Besitz der Brandeis University (Waltham, USA), die eine Online-Ausstellung erarbeitet hat.